# Tony Heurtebis
Tony Heurtebis est un footballeur français né le 15 janvier 1975, à Saint-Nazaire. Il évoluait au poste de gardien de but et a notamment joué au FC Nantes.

## Biographie
Tony Heurtebis commence sa carrière sous les couleurs du Stade rennais.
Il poursuit sa carrière à Troyes où il tient une place durant 5 saisons dont 4 en Ligue 1. Il joue avec l'ESTAC la Coupe Intertoto et surtout la Coupe de l'UEFA battant notamment Leeds United (3-2).
Après son départ de l'ESTAC un an après la descente du club en L2, Tony Heurtebis rejoint le Stade brestois. Il rejoint le FC Nantes, qu'il affectionne depuis toujours, à l'orée de la saison 2004-2005. Il rejoint le club ligérien en tant que doublure de Mickaël Landreau puis de Fabien Barthez. À la suite du départ du gardien international, il retrouve une place de titulaire. Il prolonge son contrat malgré la descente du club en Ligue 2.
Actuellement entraîneur de gardien dans un club du vignoble nantais.

## Carrière
- 1992-1993 : Stade rennais : 3 matchs
- 1993-1994 : Stade rennais : 2 matchs
- 1994-1995 : Stade rennais : 5 matchs
- 1995-1996 : Stade rennais : 8 matchs
- 1996-1997 : Stade rennais : 10 matchs
- 1997-1998 : Stade rennais : 34 matchs
- 1998-1999 : Stade rennais : 5 matchs
- 1999-2000 : ATAC Troyes : 31 matchs
- 2000-2001 : ES Troyes AC : 34 matchs
- 2001-2002 : ES Troyes AC : 23 matchs
- 2002-2003 : ES Troyes AC : 32 matchs
- 2003-2004 : ES Troyes AC : 30 matchs
- 2004-2005 : Stade brestois : 26 matchs
- 2005-2006 : FC Nantes : 3 matchs
- 2006-2007 : FC Nantes : 7 matchs
- 2007-2008 : FC Nantes : 35 matchs
- 2008-2009 : FC Nantes : 8 matchs
- 2009-2010 : FC Nantes : 0 match[1]

## Palmarès
- Équipe de Bretagne : 1 sélection (Bretagne-Cameroun, 21 mai 1998 à Rennes)

Coupe Intertoto 2001